# Plataforma de gelo

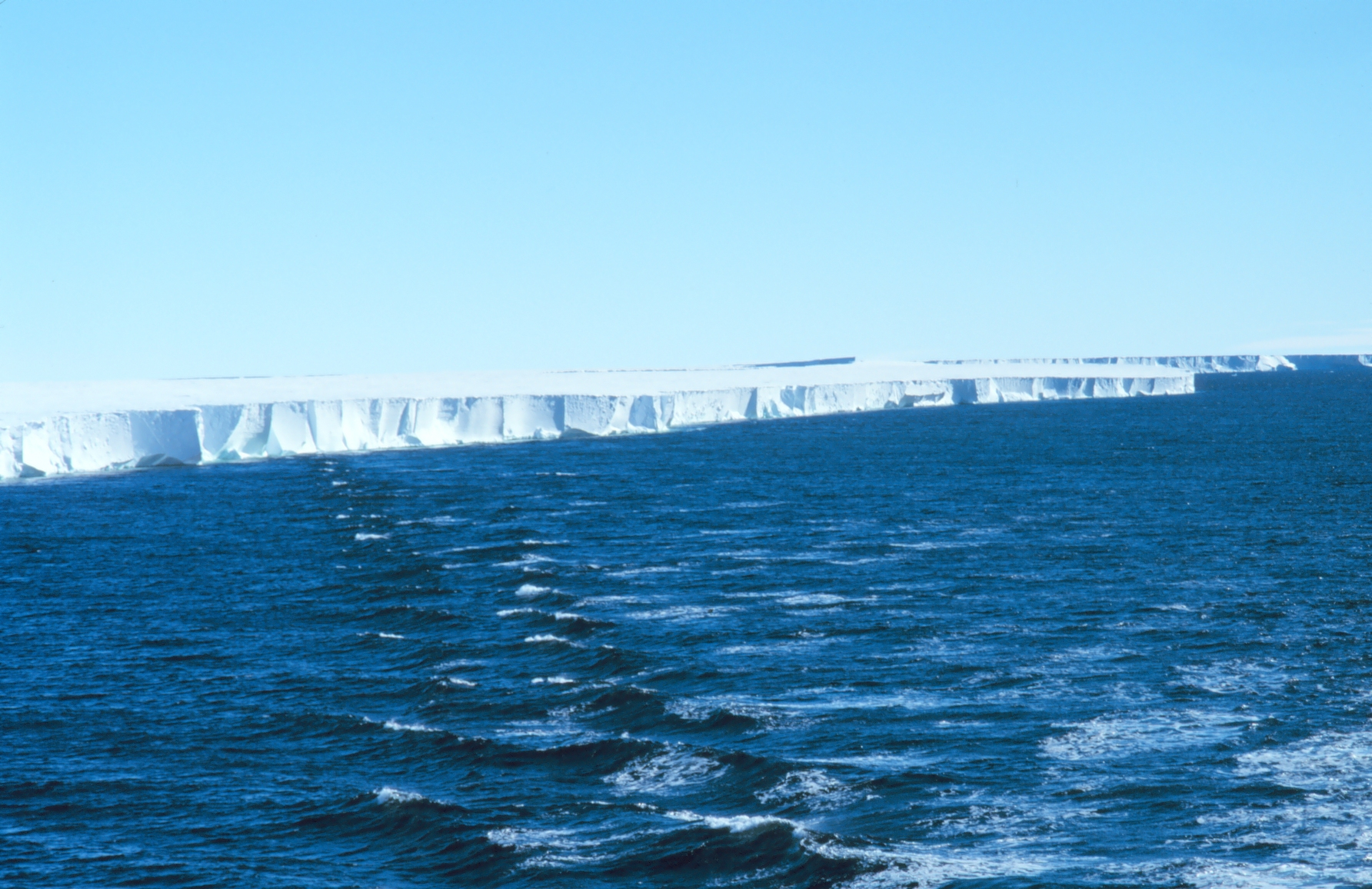
Plataforma de gelo Ross na Antártica.

Uma plataforma de gelo é uma massa de gelo espessa e flutuante, que se forma onde um glaciar ou um manto de gelo fluem até a uma linha de costa descarregando na superfície do oceano. As plataformas de gelo encontram-se apenas nas costa da Antártica, Gronelândia e Canadá.
Em contraste, a banquisa forma-se na água, é muito mais delgado e forma-se no Oceano Ártico e no Oceano Antártico.
As plataformas de gelo fluem por meio do espalhamento horizontal na superfície do oceano causado pela gravidade. Este fluxo move continuamente gelo desde a linha de costa para a frente marinha da plataforma. O principal mecanismo de perda de massa nas plataformas de gelo é o desprendimento de icebergues, durante o qual um pedaço de gelo solta-se da frente marinha da plataforma. De um modo geral, a frente de uma plataforma avança durante anos ou décadas entre episódios significativos de desprendimento. A acumulação de neve na superfície superior e o derretimento na superfície inferior são também importantes para o balanço de massa de uma plataforma de gelo.
As espessuras das actuais plataformas de gelo variam de 100 a 1 000 metros. O contraste de densidades entre o gelo sólido e a água líquida implica que apenas 1/9 do volume de gelo flutuante se encontra acima da superfície dos oceanos. As maiores plataformas de gelo do planeta são a plataforma de gelo Ross e a plataforma de gelo de Filchner-Ronne na Antártica.